# ساپووو
ساپووو (به لهستانی:  Sapowo) یک روستا در لهستان است که در گمینا چژه واقع شده‌است.